# Neosemidalis
Neosemidalis is een geslacht van insecten uit de familie van de dwerggaasvliegen (Coniopterygidae), die tot de orde netvleugeligen (Neuroptera) behoort.

## Soorten

### OndergeslachtLeucosemidalis
- N. (Leucosemidalis) acuta Meinander, 1972
- N. (Leucosemidalis) farinosa (Enderlein, 1906)
- N. (Leucosemidalis) fulvinervosa (Esben-Petersen, 1918)
- N. (Leucosemidalis) furcifera Meinander, 1972
- N. (Leucosemidalis) terraereginae Meinander, 1972
- N. (Leucosemidalis) trivialis Meinander, 1972

### OndergeslachtNeosemidalis
- N. (Neosemidalis) anguliceps Meinander, 1972
- N. (Neosemidalis) antennalis New, 1988
- N. (Neosemidalis) brevipennis Meinander, 1990
- N. (Neosemidalis) detrita (McLachlan, 1867)
- N. (Neosemidalis) differens Meinander, 1972
- N. (Neosemidalis) globiceps Meinander, 1972
- N. (Neosemidalis) kayi Meinander, 1972
- N. (Neosemidalis) longiscapa Meinander, 1972
- N. (Neosemidalis) monstruosa Meinander, 1972
- N. (Neosemidalis) nervalis Meinander, 1972
- N. (Neosemidalis) scapularis Meinander, 1972
- N. (Neosemidalis) serricornis Meinander, 1972